# Gitte, Wencke, Siw – Die Show

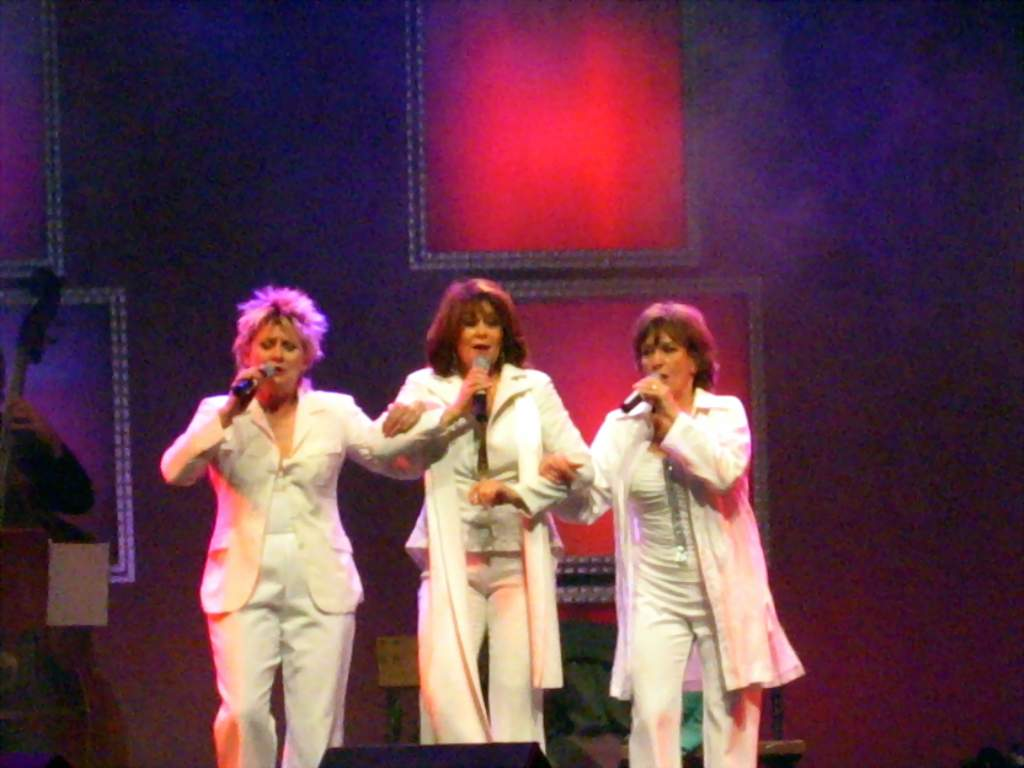
„Gitte, Wencke, Siw – Die Show“ 2005 in Frankfurt

Gitte, Wencke, Siw – Die Show hieß eine Show-Tournee, mit der Gitte Hænning, Wencke Myhre und Siw Malmkvist von 2004 bis 2007 durch Deutschland, Österreich und die Schweiz tourten. Ausschnitte aus dem Programm waren auch in diversen Fernsehsendungen zu sehen. Außerdem ist eine Live-CD mit Ausschnitten aus dem Programm erhältlich.

## Die Show
Alle drei Künstlerinnen stammen aus Skandinavien (Gitte Hænning: Dänemark, Wencke Myhre: Norwegen, Siw Malmkvist: Schweden) und nicht nur in ihren Heimatländern, sondern auch in Deutschland seit den frühen 1960ern sehr erfolgreich und bekannt waren. Das Konzept der Show bestand darin, dass sie einige ihrer größten Hits präsentierten, aber auch eher unbekannte musikalischen Seiten zeigten.
Ursprünglich war die Show nur als einmalige Veranstaltung geplant, aber aufgrund des großen Erfolges und der zahlreichen Nachfragen wurde daraus schließlich das Tourprogramm, mit dem sie in zahlreichen Städten, häufig auch mehrfach, auftraten. Idee, Buch und Regie stammten von Hans Marklund. Der Leiter der Begleitband war Anders Eljas, der Lebensgefährte von Wencke Myhre.
Im Jahr 2004 erhielten die drei Sängerinnen für ihre Show die einen Sonderpreis der Goldenen Stimmgabel. Im Jahr 2007 präsentierten sie im deutschen Vorentscheid zum Eurovision Song Contest ein Medley der größten skandinavischen Grand-Prix-Erfolge.
Nach drei Jahren mit über 500 Shows beendeten Hænning, Myhre und Malmkvist das Programm, um sich wieder eigenen Projekten zu widmen.

## Titel
Da es immer wieder kleinere Veränderungen in der Show gab, hier nur ein Auszug der Titel, die zum Standardprogramm gehörten:
Teil 1:
- Intro: Auf der Parkbank (alle drei)
- Schwestern (alle drei)
- Der guten Dinge braucht man drei (alle drei)
- There’s No Business Like Show Business (Jazz-Version) (Hænning)
- Das Licht am Ende des Tunnels (Myhre)
- Der Wind schreibt Lieder (Myhre)
- Amore Scusami (Malmkvist)
- Duett „Nun will ich singen“ (Myhre & Malmkvist)
- Fever (alle drei)
- Frauen kommen langsam aber gewaltig (Malmkvist)
- ABBA-Medley (alle drei)

Teil 2:
- Nordic Girls (Skandinavische Heimatkunde) (alle drei)
- Medley skandinavischer Volkslieder (Hænning)
- Manchmal wein' ich heimlich (Myhre)
- Bossa nova baby (Malmkvist)
- Your game (alle drei)
- Ich bin stark (Hænning)
- Mit 66 Jahren (norwegische Version) (Myhre)
- Nur die Zeit hat Zeit (Malmkvist)
- Hit-Medley (alle drei)

## Tonträger
- 2005: Gitte Wencke Siw – Die Show (Etiquette Music)[1]

## Aufzeichnungen
- 2004: Gitte Wencke Siw – Die Show (3sat, in der Reihe 3sat Festival; Ausschnitte aus der Show)[2]